# The Preacher's Wife: Original Soundtrack Album
The Preacher's Wife: Original Soundtrack Album è la colonna sonora del film Uno sguardo dal cielo interpretato da Denzel Washington e Whitney Houston.
La cantante oltre ad aver interpretato il primo singolo "I Believe in You and Me", "Step by Step" e "My Heart Is Calling", rispettivamente secondo e terzo singolo, è produttore esecutivo del disco.  Con oltre 10 milioni di copie vendute, è il disco gospel più venduto di tutti i tempi.

## Tracce
1. "I Believe in You and Me" (Sandy Linzer, David Wolfert) – 4:00
2. "Step by Step" (Annie Lennox) – 4:12
3. "Joy"
4. "Hold On, Help Is on the Way"
5. "I Go to the Rock"
6. "I Love the Lord"
7. "Somebody Bigger Than You and I" (featuring Bobby Brown, Johnny Gill, Ralph Tresvant, Faith Evans, e Monica)
8. "You Were Loved" (Diane Warren)
9. "My Heart Is Calling" (Babyface) – 4:15
10. "I Believe in You and Me – Single Version" (Linzer, Wolfert)
11. "Step by Step – Remix" (Lennox) {the remix featured is Teddy Riley Remix}
12. "Who Would Imagine a King"
13. "He's All Over Me"
14. "The Lord Is My Shepherd"
15. "Joy to the World" (Hoyt Axton, Händel, Lowell Mason, Isaac Watts)

## Classifiche

### Classifiche settimanali
| Classifica                         | Posizione massima |
| ---------------------------------- | ----------------- |
| Australia                          | 34                |
| Austria                            | 8                 |
| Belgio Fiandre                     | 34                |
| Belgio Vallonia                    | 45                |
| Paesi Bassi                        | 17                |
| Francia                            | 28                |
| Germania                           | 9                 |
| Norvegia                           | 39                |
| Giappone                           | 14                |
| Spagna                             | 21                |
| Svezia                             | 16                |
| Svizzera                           | 11                |
| Stati Uniti                        | 3                 |
| Stati Uniti Top R&B/Hip-Hop Albums | 1                 |

### Classifiche annuali
| Classifica (1996) | Posizione |
| ----------------- | --------- |
| Svezia            | 78        |